# Unai López
Unai López Cabrera (* 30. Oktober 1995 in Errenteria) ist ein spanischer Fußballspieler.

## Karriere
López begann seine Karriere bei Real Sociedad. 2011 wechselte er in die Akademie von Athletic Bilbao. Im November 2012 spielte er erstmals für das Farmteam CD Baskonia in der Tercera División. Im August 2013 debütierte er für Athletic Bilbao B in der Segunda División B.
Am 27. August 2014 gab er sein Debüt für Athletic Bilbao, als er im Rückspiel des Playoff der Champions-League-Qualifikation gegen den SSC Neapel in der Schlussphase eingewechselt wurde. Drei Tage später debütierte er auch in der Primera División gegen UD Levante. In der Saison 2014/15 kam er auf 19 Spiele in der höchsten spanischen Spielklasse.
In der Saison 2015/16 kam er nur für die inzwischen in der Segunda División spielende Zweitmannschaft zum Einsatz. In 40 Spielen konnte er zwei Treffer erzielen. Zu Saisonende musste er jedoch mit Bilbao B als Tabellenletzter in die Segunda División B absteigen.
Zur Saison 2016/17 wurde er an den Erstligaaufsteiger CD Leganés verliehen. Im August 2017 wurde er an den Zweitligisten Rayo Vallecano weiterverliehen. An letzteren Verein wurde er im Sommer 2021 erneut verliehen. Nach Ablauf dieser Leihe verpflichtete Vallecano den Spanier fest.